# Разим (Пермский край)
Разим — деревня в Пермском крае России. Входит в Березниковский городской округ в рамках организации местного самоуправления и в Усольский район в рамках административно-территориального устройства края.

## Географическое положение
Деревня расположена недалеко от левого берега реки Яйва примерно в 33 километрах на юго-восток от южной оконечности города Березники.
Климат
Климат умеренно континентальный с суровой продолжительной зимой и тёплым коротким летом. Самый холодный месяц — январь со среднемесячной температурой (−15,7 °C), самый тёплый — июль со среднемесячной температурой (+17,4 °C). Продолжительность безморозного периода в среднем составляет 114 дней. Общее число дней с положительной температурой 190. Последний весенний заморозок в среднем наблюдается в конце мая, а первый осенний — в конце второй декады сентября. Среднегодовая температура воздуха −2,2 °C.

## История
Деревня фигурирует в документах как один из спецпосёлков для репрессированных в период с 1930-х по 1950-е годы.
С 2004 до 2018 года деревня входила в Романовское сельское поселение Усольского муниципального района, с 2018 года включается в Романовский территориальный отдел Березниковского городского округа.

## Население
{{Население|Разим (Пермский край)
Постоянное население деревни в 2002 году было 8 человек (русские 100 %).